# پتروف (ناحیه هودونین)
پتروف (به چکی: Petrov) یک منطقهٔ مسکونی در جمهوری چک است که در ناحیه هودونین واقع شده‌است. پتروف ۱۱٫۷۷ کیلومتر مربع مساحت و ۱٬۳۳۳ نفر جمعیت دارد و ۱۷۱ متر بالاتر از سطح دریا واقع شده‌است.